# Frans II Rákóczy
Frans II Rákóczy (Rákóczi), född 27 mars 1676 i Borsi, död 8 april 1735 i Tekirdag i den nuvarande europeiska delen av Turkiet, var en ungersk adelsman. Han var folkledare och anförare i kampen mot den habsburgska monarkin, som furste av Transsylvanien 1703–1711.

## Biografi
Han var son till Frans I Rákóczy (död 1676, regerade aldrig som furste) och Helena Zrinyi, sonson till Georg II Rákóczy.
Frans var den ende arvingen till de stora oligarkerna Rákóczy, Báthory, Zrinyi, Frankopan, Lorántffy och, efter att hans mor gift om sig med Emerich Tökölyi, även till denne kände furste. Han räknades som ett lovande barn och efter att hans föräldrar förvisats till hovet i Wien ställdes han under förmyndarskap av kardinal Kollonitsch, som gjorde allt för att hans myndling skulle bli främmande för Ungern och en nitisk katolik. Efter utbildning av böhmiska jesuiter tycktes han också vara helt vunnen för Österrike och ha blivit fientligt inställd till magyarerna. Detta var dock enbart spelat från hans sida, men han lyckades på detta sätt bli förklarad myndig vid 17 års ålder och återfick största delen av sina konfiskerade gods. Efter sitt giftermål med Charlotte Amalie av Hessen-Wanfried fick han av den österrikiske kejsaren även titeln "hertig av det heliga romerska riket". 
Vid Spanska tronföljdskrigets utbrott ansåg han att tiden var inne för att gripa till vapen för att återupprätta Ungerns nationella författning och religionsfrihet. Ett brev till Ludvig XIV av 1 november 1700 gällande denna sak blev känt för österrikiska regeringen, och natten till 18 april 1701 blev Frans med tvång förd från sitt slott Sáros till Wiener-Neustadt där han sattes i fängelse. Han räddades ur fängelset av en dragonryttmästare och flydde till Polen, där han tillsammans med den landsflyktige greven Miklós Bercsényi rekryterade en armé som 16 juni 1703 ryckte in i övre Ungern. Adeln i hela landet anslöt sig till hans sida, och hans trupper stod redan i början av 1704 i trakten af Wien. Siebenbürgens ständer valde honom 6 juli 1704 i Gyulafehérvár till furste, och 1705 bildade de ungerska ständerna på riksdagen i Szécsény en konfederation samt utsåg Frans till "kommenderande furste" och Bercsényi till hans ställföreträdare. Under ledning av dem pågick kriget med växlande lycka och utan avbrott till 1711. Detta år ansåg sig Frans tvungen att lyssna till fredsanbud och 1 maj 1711 slöt den ungerska nationen fred med den österrikiska dynastin i Szatmár. Frans tillförsäkrades sina gods (om han antog freden inom tre veckor), hans partivänner försäkrades amnesti, nationen fullkomlig religionsfrihet och dess konstitutionella rättigheter. Men Frans antog inte fredsvillkoren, utan gick i frivillig landsflykt först till Polen, därefter till Frankrike och slutligen, efter inbjudan från Höga porten, till Turkiet, där han från 1720 till sin död 1735 vistades som internerad i Rodosto vid Marmarasjön.
Frans begravdes i de franske lasaristernas kyrka i Galata i Konstantinopel, men 1906 överfördes hans kvarlevor högtidligt till hemlandet och bisattes i Káschau, sedan kung Frans Josef 1904 givit sitt samtycke till denna hedersbevisning åt det habsburgska väldets mest energiske bekämpare i Ungern.
Hans son Josef Rákóczy (död 1738), försökte 1737–1738 med Turkiets hjälp åstadkomma ett uppror i södra Ungern. Dennes yngre bror, Georg Rákóczy, fick en pension vid franska hovet och dog 1756 i Saint-Denis. Med Josefs enda dotter, nunnan Josefa Charlotta Rákóczy, död 1780 i Paris, utslocknade fursteätten Rákóczy.

## Eftermäle
Frans Rákóczys namn fungerade i början av 1900-talet fortfarande som en symbol för självständighetssträvanden från dubbelmonarkin i Ungern.
Kompositören Franz Liszt har tillägnat honom en egen marsch, Rákóczi-marsch.